# Tati (reina)
Tati (segles XVIII/XVII aC) va ser una reina egípcia de la dinastia XIV. La seva posició és desconeguda.
A diferència de les altres reines de la dinastia XIV, Tati sembla haver tingut un paper polític oficial. S'han trobat un total d'onze segells d'escarabeu amb el seu nom. Porten tant el seu nom com els seus títols reials tancats en un cartutx. Aquests segells només l'utilitzaven reis, hereus i tresorers reials durant la dinastia XIV, i l'ús del cartutx està testimoniat principalment per als reis. Els segells de Tati s'han trobat a Leontòpolis i Abidos. Com que els seus escarabeus tenen dos dissenys diferents ha permès datar-los al regnat de Xeixi, ja que corresponen a un canvi que va tenir lloc durant el seu regnat, com ho demostren els centenars de segells supervivents d'aquell moment. L'explicació més probable davant tot plegat és que teti fos l'esposa de Xeixi.
L'egiptòleg nord-americà Kim Ryholt va suggerir que el matrimoni de Tati probablement formava part d'una aliança dinàstica entre Xeixi i els governants kuixites de Kerma. Aquesta idea la reforça tant el fet que durant la dinastia XIV van existir relacions estretes amb Kerma, com pels propis noms de Tati i el seu presumpte fill. El nom de Tati està testimoniat en textos d'execració anteriors que anomenaven una reina cuixita (esposa d'Awaw) com a un dels enemics del faraó. És possible que aquesta Tati anterior fos una avantpassada i homònima de la reina egípcia. Un llinatge reial per a Tati també explicaria per què a ella de totes les consorts de la dinastia XIV se li va concedir un estatus tan alt, ja que el seu matrimoni era d'iguals, formant una aliança entre regnes.
Segons Ryholt, el fill de Tati i Xeixi era Nehesi (nḥsy), el nom del qual significa "el nubi", referència a la regió al voltant de Kerma. Segons aquesta teoria, Nehesi probablement va rebre el nom de la seva mare. Com que se sap que era un home gran en el moment de la seva adhesió, és probable que Tati hagués mort en aquell moment. No hi ha referències a ella amb el títol de Mare del Rey.
La interpretació de Ryholt ha estat qüestionada per la troballa recent d'una estela que situa a Nehesi cap al final del Segon Període Intermedi, més que no pas al començament . Segons l'estela, era germà de la "Germana del Rei" Tani, que probablement era d'origen tebà, per la qual cosa seria improbable que la seva mare hagués estat Tati.